# Dědička
Dědička (angl. The Heiress) je černobílý dramatický film režiséra Williama Wylera z roku 1949 s Olivií de Havilland a Montgomerym Cliftem v hlavních rolích. Snímek byl natočen na motivy divadelní hry Dědička manželů Ruth a Augustuse Goetzových, pro které byl inspirací zase román Henryho Jamese Washingtonovo náměstí. Film získal z osmi nominací čtyři Oscary včetně toho pro nejlepší herečku.

## Děj
Děj filmu Dědička je zasazen do poloviny 19. století na Washingtonovo náměstí v New Yorku. Mladá, leč plachá a nevýrazná Catherine Sloper (Olivia de Havilland) žije v domě se svým otcem doktorem Austinem Sloperem (Ralph Richardson) a tetičkou Lavíniou (Miriam Hopkins). Matku nikdy nepoznala. Otec je přísný a nevynechá příležitost si své dceři zastesknout, proč tak vzdělané děvče postrádá kvalit své rodičky, a k tomu často dodává, jak průměrná a ještě neprovdaná je. Catherine je hodně stydlivá a nevýřečná. Vyhýbá se společenským událostem, protože se při nich nedokáže uvolnit a zabavit. Když je zvaná na zásnuby své sestřenice Marian (Mona Freeman), žádá tetu o radu o čem a jak se bavit s muži.
Doktor Sloper na zásnubách své neteře pozoruje dceru, jak tančí s jinými mladíky. Rozpačitá komunikace končí fiaskem a Catherine sedí osamotě v altánku zahrady. Když jí seznámí s pohledným Morrisem Townsendem (Montgomery Clift), pookřeje. Mladík ji zve k tanci a pak na přípitek. Slečna Sloperová nedokáže spustit oči z pana Townsenda a zapisuje si ho do tanečního deníčku, který si vede kvůli tanečním partnerům. Morris ji ukazuje ten svůj, který neobsahuje žádné jméno a on si před zraky Catherine to její zapisuje několikrát.
Každý den následujícího týdne telefonuje Morris do domů Sloperových, aby si mohl popovídat s Catherine. Když se pak ukáže na její pozvání u nich doma, ona tam není. Snad aby udělala dojem, šla na procházku a nechala mladého gentlemana čekat. Tomu dělá společnost teta Lavínie. Když se slečna vrátí, Morris ji zahraje na klavír romantický sonet. Catherine není schopná udržet na Morrisovi oči a snaží se mu vyhýbat. On to nevydrží a vyzná ji lásku. V tom vstupuje otec a oba pánové si dávají kořalku.
Zanedlouho požádá pan Townsend o ruku slečny Sloperové. Catherine si je vědoma toto, že otec jejího nastávajícího moc rád nemá, ale je odhodlaná ho bránit. Věčné srovnávání s matkou a ponižování ze strany otce nese statečně. Doktor Sloper si zve do domu sestru mladého Morrise, aby vyzvídal jaký je a hlavně, zdali má nějaké jmění. To ho jako bohatého otce tíží hodně. Nerad by dědictví ponechal na pospas prospěchářskému a nezodpovědnému chlapci. Po tom, co paní Townsendová odchází, nabude doktor dojmu, že Morrisovi jde jen o majetek jeho dcery. Proto začne protestovat proti sňatku a poštve si proti sobě dceru. Dokonce jí vyhrožuje vyděděním. Nakonec s ní udělá dohodu, že na půl roku odejdou spolu do Paříže a pokud bude i pak po ní pan Townsend toužit, dá jim požehnání. Čas uteče rychle jako voda v řece a ani odloučení nezmění nic na vztahu dvou lidí.
Po návratu z Evropy odolává Morris výpadům doktora Slopera a snaží se ho přesvědčit, že i když nemá bohatství, miluje jeho dceru toužebně a niterně. Je vykázán z domu. Catherine zahlédne přes okno Morrise a vyběhne do hustého deště, aby mu vyznala hluboké city. Zdrcena a láskou zaslepená se rozhodne od otce utéct a provdat se. Morris souhlasí a snoubenci se domluví na přesném čase. Sbalená Catherine čeká v nočním světle předsíně na milovaného a ten se nedostaví. Když se jí snaží tetička uklidnit, naivní Catherine pořád věří, že se ještě ukáže. Morris Townsend se však neukáže. Než se rozloučili, prozradila mu totiž, že ji chce otec vydědit, a že nebude mít ani cent, když s ním uteče.
Z nesmělé a vylekané slečny se rázem stane sebevědomá a zapšklá žena, která nenávidí jak otce, tak i Morrise. Dozvídá se, že utekl do Kalifornie. Když její otec onemocní, ani s ním nesdílí smrtelné lože. Neodpustila mu to, že jí neměl rád, ani to, že ji pořád srovnával s matkou. Sedí na náměstí, když přiběhne služebná Marie (Vanessa Brown) aby oznámila, že její otec umírá a chce se rozloučit. Ani to nedokáže obměkčit Catherine Sloperovou a zůstává před domem, zatímco její otec naposled vydechne.
Uplyne mnoho let, když vběhne do domu pořád svobodné a rázné Catherine její tetička, aby oznámila, že právě potkala Morrise Townsenda. Prosí Catherine, aby mu dala ještě šanci, aby jí mohl vysvětlit, proč odešel. Ona nejdřív odmítá, ale když uslyší jeho hlas, zrodí se ji v hlavě plán. Nakonec Townsenda příjme. Je chladná a ani s ním nechce mluvit. Morris jí vysvětluje své důvody k tehdejšímu odjezdu a prosí, aby pokračovali tam, kde skončili. Žádá Catherine znovu o ruku. Chce si ji vzít třeba i za měsíc, a když mu ona připomene, že už není tak impulzivní, jak býval, rozhodne se on oženit ještě tu noc. Catherine ho prosí o čas, aby se mohla sbalit a odjet s ním na líbánky. Dohodnou se na určitý čas, ve který má pro ni Morris přijít. Když pak odejde, tetička pohání Catherine, aby si šla zabalit. Dozvídá se však, že žádný odjezd nebude. „Stal se za ty roky mnohem hamižnějším. Předtím chtěl jen moje peníze, teď chce i mou lásku. Přišel do špatného domu, a přišel do něj dvakrát. Postarám se o to, aby už potřetí nepřišel,“ prozrazuje Catherine Lavínii.
Film končí scénkou, ve které Catherine vyšívá a chce svoji práci dokončit, než Morris zazvoní. Požádá služebnou, aby zajistila dveře. Morris bouchá na dveře a dožaduje se Catherine. Ta jen zhasne světlo a s nenávistí v očích a s pocitem odplaty odchází do svého pokoje. Morris Townsend nadále bouchá na dveře domu Washingtonova náměstí.

## Obsazení
| Olivia de Havilland | Catherine Sloper  |
| Montgomery Clift    | Morris Townsend   |
| Ralph Richardson    | Dr. Austin Sloper |
| Miriam Hopkins      | Teta Lavinia      |
| Mona Freeman        | Marian Almond     |
| Selena Royle        | Elizabeth Almond  |
| Vanessa Brown       | Služebná Maria    |

## Zajímavosti
- Montgomery Clift se naučil hrát na piáno kvůli scénce, ve které zpívá pro Olivii de Havilland píseň "The Joys of Love".
- Aby umocnil fyzické i psychické vyčerpání hlavní postavy po tom, co dostane košem od snoubence a se zavazadlem se vrací zklamaně po schodech do svého pokoje, dal její představitelce režisér Wyler do kufru knihy.
- Ralph Richardson hrál roli Dr. Slopera už předtím v londýnském West End, kdy mu sekundovala Peggy Ashcroft.
- Ginger Rogers byla nabídnuta hlavní postava, ona to však odmítla.
- Divadelní hra se začala hrát 29. září 1947 v newyorském Biltmore Theater a měla 410 představení.
- Rozhlasová verze Dědičky byla vysílána v roce 1950 a namluvila ji Olivia de Havilland.
- Henry James se při psaní novely Washingtonovo náměstí inspiroval skutečným příběhem mladého herce, kterého znal. Ten se oženil s ne moc atraktivní, ale za to movitou slečnou jen z prospěchářského důvodu[4].
- Premiéra filmu byla ve Radio City Music Hall v New Yorku[5].

## Ocenění

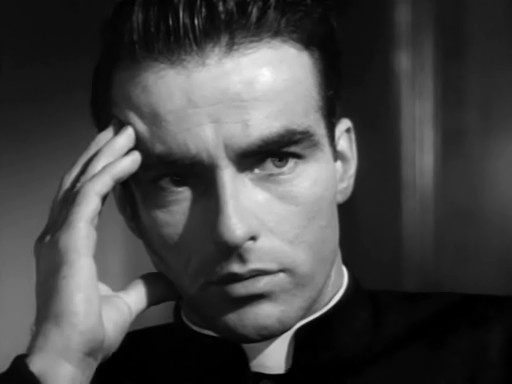
Postavu snoubence zahrál Montgomery Clift

### Oscar

#### Cena
- Herečka v hlavní roli - Olivia de Havilland
- Černobílá výprava - John Meehan, Harry Horner, Emile Kuri
- Černobílé kostýmy - Edith Head, Gile Steele
- Hudba - Aaron Copland

#### Nominace
- Nejlepší film
- Herec ve vedlejší roli - Ralph Richardson
- Režie - William Wyler
- Černobílá kamera - Leo Tover

### Zlatý glóbus
- Herečka v hlavní roli (drama) - Olivia de Havilland (cena)
- Režie - William Wyler (nominace)
- Vedlejší herečka - Miriam Hopkins (nominace)